# 乌托邦 (书)
《乌托邦》，全名为《关于最完美的国家制度和乌托邦新岛的既有益又有趣的金书》，是湯瑪斯·摩爾以拉丁语所写成的一部書，大约于1516年出版。乌托邦的原词来自两个希腊语的词根：ou是没有的意思，另一个说法為eu是好的意思，topos是地方的意思，合在一起是「没有的地方」或「好地方」的意思，是一個理想国，并非一个真实的国家，而是一个虚构的国度，有着至美的一切，而且沒有纠纷。
湯瑪斯·摩爾的乌托邦是一个完全理性的共和国，在这个国家里所有的财产都是共有的，在战争时期它宁可雇佣临近好战国家的雇佣兵（塞波雷德人），而不轻易派遣自己的公民；而这个国家的宗教信仰也是自由的，妇女可以担任神职人员，男性神职人员也可以结婚，这些设想明显是违背他所信仰的天主教。摩尔是一个信仰虔誠的人。他曾经想做司铎，他的小说可能受到耶稣会的影响。
今天乌托邦往往有一个更加广泛的意义。广义的乌托邦，一般用来描写任何想像的、理想的社会。有时它也被用来描写今天社会试图将某些理论变成现實的尝试。往往乌托邦也被用来表示某些好的，但是无法实现的（或几乎无法实现的）建议。而在日常用語中，这个词更强调乐观的、理想的和不可能的完美事物。

## 寫作背景
十六世紀初正逢英國的政治和經濟變動。政治上，君主專制達到頂點，獨尊君王的謀略。此外還有不斷向外擴張的侵略行動，不只使被侵略國蒙受損害，國內民生也受到影響，而朝臣阿諛奉承使得情況更為嚴重；經濟上，由於毛紡織業的迅速發展，執行圈地政策，英國資本主義的發展於此時逐漸成長。土地私有化圖利地主以及新興的自耕農，致使貧民被迫離開原本的耕種地，在無糧食的情況下到處流浪乞討甚至成為盜匪，因而遭到處以極刑。
摩爾早年深受人文主義思想的熏陶，對英國的政治以及社會現況極為憤慨，又同情農民當時的處境。因此以柏拉圖《理想國》作為參考，取其中小國寡民、階級分工與公有財產的理念。
此外，十五、十六世紀正處於地理大發現時期，探險家記錄各地的風土人情，因而使得此類介紹發現地區的遊記文章成為風潮。摩爾同樣採用了這一形式，借用了其中的材料以闡發自己的觀點。

## 寫作手法
烏托邦全書以拉丁文書寫，共兩部分。第一部分以摩爾和虛構人物希適婁岱的對話形式批判英國與歐洲當時的真實情況，第二部分則是以旅行文學的方式藉由虛構人物希適婁岱之口介紹烏托邦的制度與社會，建構烏托邦，並進行有關於政治和哲學的思辯。文本揉合史實和虛構，兼容哲學思考和文學手法。
烏托邦一書的寫作風格充滿虛構以及戲謔之詞。由於摩爾在烏托邦中抨擊當時許多英國政治亂象，因此書寫時大多採用隱晦的手法：透過虛構人物希適婁岱之口進行英國時事評論；在命名中使用許多古希臘文的雙關語，例如希適婁岱的名字意為「瞎掰之人」，首都艾默若意為「晦暗不明」等等。而書中結尾部分更是以「荒謬」來形容烏托邦，對烏托邦表現出曖昧不明的態度。摩爾身為朝廷高官，為了保全自身安全，藉由這些帶有戲謔性的文字，讓烏托邦一書留下而不直接下結論，反映現實以及作者想法的同時也能避免政治上的疑慮。

## 作者
湯瑪斯·摩爾是一位英國政治家、哲學家、神學家、作家，也是16世紀英國人文主義學者領袖、北方文藝復興的代表性人物。1478年生於倫敦的一個法學世家，畢業於牛津大學，一生仕途順遂，曾任律師、國會議員、財政大臣、下議院長，更受到英王亨利八世倚重，任命為宰相與首席大法官。摩爾兼備風趣及才智，又堅守基督信仰原則，在死後四百年被羅馬教廷追封為聖徒，又稱「聖湯瑪斯·摩爾」。
1533年，在他事業、聲望正值巔峰時，他選擇忠於信仰，不支持亨利八世離婚另娶情婦，亦不承認亨利八世為英國國會最高領袖而去宰相之職，觸怒亨利八世而被控以叛國罪，遭囚禁於倫敦塔監獄，最終以身殉教，於1535年喪命斷頭台。
摩爾一生兼治文史政治，著作等身，作品多以拉丁文寫成。摩爾深受希臘羅馬古典文化的影響，尤其是柏拉圖與他的著作《理想國》。1515年認爲英國經濟發展所付出的社會成本過高，且意味著中世紀人本主義的理想終結，故摩爾將其改革理想寫成《烏托邦》（Utopia）。
雖然摩爾試圖建立一個理想社會，但由於其提出的目標與現實相差甚遠，使「烏托邦」成為理想主義的代名詞，摩爾亦被稱為「烏托邦主義之父」。摩爾成為社會主義先驅，對後來社會主義思想的發展有很大影響，而把烏托邦居民視為異教徒，亦顯示摩爾對宗教信仰之寬容態度，影響了日後的歐洲宗教改革。 《烏托邦》一書並名列大英百科全書《西方世界的偉大著作》之一。

## 主要人物
湯瑪斯·摩爾（Thomas More）：真實角色，為烏托邦的作者。本書主要對話者。
彼得哲爾（Peter Giles）：真實角色，現實生活中亦為摩爾的好友。居住於法蘭德，為摩爾的朋友，介紹拉斐爾給摩爾認識。
拉斐爾（Raphael Hythloday）：虛構角色。彼得哲爾的好友，是個旅遊世界各地者，詳述烏托邦的一切細節。
坎特伯大主教約翰摩頓（Cardinal John Morton）：為拉斐爾拜訪英國時，遇見的當任首相。
烏托布斯王（General Utopus）：首位設計並建立烏托邦國者。

## 故事大綱
全書分兩部分，第一部分批判現狀，第二部分描繪理想中國家的樣貌。第一部分採對話體，是摩爾、希適婁岱與彼得三人的辯論，而辯論內容主要是針對出仕與否，以及竊盜行為之罪與罰。摩爾藉由這兩項辯論來抨擊當時英國的君主制度，認為國家利用君主制度來壓迫人民。在君主制度下，法律不過是保障貴族與富豪階級並且拿來壓榨人民的工具。經濟方面，摩爾批判英國當時私有財產制度，認為私有財產制度導致了社會上的種種問題：勞動階級終日繁忙卻得不到溫飽，許多人最後淪為罪犯；而貴族與富豪過著奢糜、揮金如土的生活。
第二部分則是描繪理想國烏托邦的經濟政治、文化制度。這個理想國並非是一個無拘無束、沒有憂慮、物質生活不虞匱乏的世界，而是透過行為規範與公民教育來建立一個理性、秩序、嚴謹的階級、集體一致、自給自足的國家。

## 解釋
烏托邦中主张共產思想，在這裡，財產共有，視私有制為萬惡之源，這也跟當時16世紀歐洲的混亂社會有關，貧富差距、嚴刑峻法，摩爾在書中借拉斐爾之口也描述了自己對於這些制度的理想，後者的獨白之中，我們得知作者對於各種社會制度的看法，烏托邦重視平等，每個人民每日都要勞動。這裡只有少少幾條法律，因為人民平時就接受良好的教育，且法條繁雜容易被人操弄。
烏托邦究竟是不是一個理想國還尚未有定論。烏托邦中所有人民共享經濟果實，崇尚理性，集體的利益優先於個人利益，後者的存在依附於前者。為了達成集體的利益，勢必得犧牲大多數個人的權益，像是外出旅行必須經過檢核、職業世襲、房屋建造沒有隱私等等。從現代個觀點來看，強勢的父權也能與理想有著很大的差距，儘管烏托邦中年長的寡婦仍能擔任神職，但若丈夫健在則須向丈夫下跪，但這在中古世紀也許已是很大的進步。不難看出自由平等為摩爾心之所向。在故事的最後，摩爾留下一段看似質疑烏托邦制度是否可行的文字，似乎對拉斐爾描述的理想國度不以為意，但這其實是摩爾為了自保所留下的，因為他對於當時政府的批評不少，這段文字更顯示了他的理想與現實總有出入。

## 重點和傳達觀念
在摩爾的《烏托邦》裡，重點和傳達觀念共有五個，分別是第一個是「烏托邦」的這個文字的意思、第二個是「烏托邦」的構築模式、第三個「烏托邦」的概念、第四個「烏托邦」的理性和第五個「烏托邦」的理性培養。
第一，「烏托邦」的這個文字是摩爾自創的，而這個文字擁有了兩個意思分別是「樂土美地」和「烏有之邦」這兩個矛盾的雙重意思，作者在暗示「烏托邦」是一個無法實現的一個理想國度。
第二，《烏托邦》主要要傳達的理想國度是一個非基督教、共產制度和以理性的管理國家之道。摩爾的願景是希望可以回到柏拉圖的共有體制，人們互相分享，就如同文中所提到的，烏托邦的人都不會將門上鎖，可以自由進出。同時，烏托邦人的制度，他們會用最少的法律達到最好的治國之道。
第三，《烏托邦》的概念。《烏托邦》要傳達的觀念，是一個理性的、有秩序的、嚴謹位階、集體一致、自給自足和拒絕外來異的文化。舉例説明，在《烏托邦》裡，居民十分注重長幼有序，也會要求居民必須集體進食。在傍晚的時候一起聽演講，接受公民教育。
第四，烏托邦的人認爲理性不是天生的，是靠後天來培養的，所以烏托邦人十分注重生活教育。他們會透過有形和無形的方式來教育他們的下一代。有形的教育，就像是國家法律法規；無形的教育則是從習俗中學習的，從長輩們一代傳一代的傳統。
第五，烏托邦人的理性培養。在《烏托邦》裡，烏托邦的人完全逆轉了金銀的價值。他們不注重金銀。認爲金銀一點也不珍貴，是小孩子的玩具。
因此，烏托邦的理想經濟，其實是希望能夠創建一個無私無我、人盡其力、物盡其用的無貨幣制度。
接著，是第一部分和第二部分的重點和觀念的。這兩個部分最主要的是告訴人們如果要除去「惡」，只有一個方法，就是要廢除私有財產。第一部分，是在批判現狀，也在責駡「錢財」就是萬惡之首。此外，也在討論出仕是不是明智之舉、盜竊行爲的罪和應該如何懲罰和醜陋的一個現實面。第一部分裡也參和了摩爾對於社會的觀察和摩爾對於社會的願景，透過一個虛構的現實，在講述自己的理想國度，同時也在講述他對現實的不滿。第二部分，是在建構理想，也在責駡「驕傲」就是萬惡之源。同時，爲什麽烏托邦是理想國度，是因爲，烏托邦的政府體制、宗教的寬容、公民教育、婚姻制度、有限的女權、海外殖民和正義的戰爭。
最後，《烏托邦》有一個爭論點。《烏托邦》其實不是一個樂園。第一，烏托邦非常强調教育，大家會一起聽講座，用心培養公民道德。但這同時也是在控制著人們的思考，在利用國家的公民教育來鞏固群體意識，限制人們自行思考的權利。第二，人類克己復禮的行爲。舉例説明，在《烏托邦》裏，妻子必須向丈夫下跪告解，這是對於女權的不尊重。所以，後世也出現了反烏托邦的群體。因此，《烏托邦》的觀念就如同摩爾仿佛是單脚已經跨進了「現代」的門檻，另一脚卻還懸在中古時期。

## 受烏托邦影響之文學作品及電影
文學作品
格列佛遊記：作者為乔纳森·斯威夫特，創作時間為18世紀初期。此書與《烏托邦》相似之處在於，作者同樣以一個虛構人物，外科醫生萊繆爾·格列佛的遊歷經過，來影射當時政治情況。主角去了大人國、小人國、島嶼在空中飛的諸島國和不使用金錢的慧駰國，各個國家都有各自不同的政府體系以及生活型態，作者藉此反諷當時的英國政治狀況，或是藉由這些國家的生活習慣來諷刺人們對於物質、權力的追求，於此同時也展現作者對於理想社會的樣貌。
動物莊園：作者為喬治·歐威爾，出版日期為1945年，是一本反烏托邦、同時也是反共的小說。故事內容主要為在農場中被人類豢養的豬，把人類視為敵人，後來他們成功打敗了農場人類主人，將其驅逐，並把農場改名為「動物莊園」，主張所有動物一律平等。最終因為權力的鬥爭，由豬集權領導整個莊園，而豬最後也與人類行為幾乎無異，用以諷刺蘇聯的社會主義理念。
美麗新世界：作者為奧爾德斯赫胥黎，出版時間為1932年。內容描述26世紀的人類社會。社會制度方面人類分為五個階層，此時科技進步，人類的後代完全由試管培育，而最低的三個階層的胚胎會在成型前被大量複製，並要經過一些暴力的手段來篩選這些出生的嬰兒。書中壓抑人類的個人想法，社會也以共有、統一、安定作為箴言，個人與社會合而為一，而權力則集中在最上面兩個階層的人手中。
電影
移動迷宮：從原著小說改編成電影，小說作者為詹姆士·達許納，出版時間為2009年。故事背景為地球以被一種叫做閃焰症的致死疾肆虐，各國政府合作成立了WICKED組織來找出解決方法。組織就把人丟進「移動迷宮」與「荒漠焦土」自生自滅，存活下來的人擁有強大基因，他們會取其血清治療高層人士，而許多人反對WICKED的獨裁作法，組織便把這些反對者也丟進試煉之中。
艾莉塔：戰鬥天使：故事描述26世紀的世界，居住在廢鐵鎮的人們被漂浮在空中的薩雷姆城市統治，下方的居民對於後者一無所知，但是都認為其是夢想之地，總有一天要到達上面生活。到達薩姆雷的其中一種方法就是在稱為死亡球競技的比賽中勝出。除了這種方法之外，劇中也有許多人嘗試各種方法想要到達薩姆雷，但最終結局都相當淒慘。
飢餓遊戲：改編自原著小說，作者為蘇珊·柯林斯。故事描述災難後的北美洲，施惠國有13個行政區，各自負責國內的各種生產，而第13個行政區因為叛變而被毀滅。在這之後國家的中心-都城，要求每個行政區每年派出一男一女作為貢品，參加飢餓遊戲，藉以消彌反抗勢力。

## 外部連結
- Utopia and Utopianism（页面存档备份，存于）